# Endicott Peabody
Endicott „Chub“ Peabody (* 15. Februar 1920 in Lawrence, Essex County, Massachusetts; † 1. Dezember 1997 in Hollis, New Hampshire) war ein US-amerikanischer Politiker und von 1963 bis 1965 Gouverneur des Bundesstaates Massachusetts.

## Frühe Jahre und politischer Aufstieg
Nach der Grundschule studierte Peabody an der Harvard University und wurde im Footballteam dieser Universität zu einer sportlichen Größe; später wurde er in die College Football Hall of Fame aufgenommen. Im Jahr 1948 machte er in Harvard sein juristisches Examen. Sein Studium wurde durch den Zweiten Weltkrieg unterbrochen, an dem er als Mitglied der US-Marine teilnahm.
Nach dem Krieg begann seine politische Laufbahn. Peabody schloss sich der Demokratischen Partei an. Im Jahr 1950 war er einer der regionalen Berater der Preisstabilitätskommission. 1952 beriet er auch die Kommission zur Verwaltung kleinerer Verteidigungseinrichtungen. Zwischen 1954 und 1956 gehörte er dem Beraterstab von Gouverneur Christian Herter an. Im Jahr 1960 war er Wahlkampfkoordinator für John F. Kennedy in den Staaten West Virginia, Pennsylvania und New Hampshire. Nachdem er sich bereits mehrfach erfolglos um verschiedene Regierungsämter in Massachusetts beworben hatte, wurde Endicott Peabody im Jahr 1962 gegen Amtsinhaber John Volpe, den Kandidaten der Republikanischen Partei, zum neuen Gouverneur gewählt.

## Gouverneur von Massachusetts
Peabody trat sein neues Amt am 3. Januar 1963 an. In seiner zweijährigen Regierungszeit wurde eine Beraterkommission gegründet, die sich mit der Durchsetzung der Bürgerrechtsgesetze befasste. Damals wurden einige Zusätze zur Staatsverfassung verabschiedet und einige Reformen in der Verwaltung vorgenommen. Unter anderem wurden die Amtszeiten der gewählten Regierungsmitglieder, einschließlich die der Gouverneure, einheitlich auf vier Jahre festgelegt. Bei den Gouverneursvorwahlen des Jahres 1964 verlor Peabody gegen seinen bisherigen Vizegouverneur Francis X. Bellotti, der dann seinerseits in den eigentlichen Wahlen John Volpe unterlag.

## Weiterer Lebenslauf
Im Jahr 1966 kandidierte Peabody erfolglos für einen Sitz im US-Senat. 1972 bewarb er sich innerhalb seiner Partei erfolglos um die Nominierung für das Amt des US-Vizepräsidenten. Im Jahr 1983 zog er nach Hollis in New Hampshire, wo er sich in der Folge erfolglos um politische Ämter auf verschiedenen Ebenen bewarb. Endicott Peabody starb im Dezember 1997. Mit seiner Frau Barbara Gibbons hatte er drei Kinder. Er war ein Nachfahre von John Endecott, der zwischen 1629 und 1665 mehrfacher Gouverneur der Massachusetts Bay Colony war.